# Puchar Europy w bobslejach 2023/2024
Puchar Europy w bobslejach 2023/2024 – kolejna edycja tej imprezy. Cykl rozpoczął się 30 listopada 2023 r. w norweskim Lillehammer, a zakończył 3 lutego 2024 r. na torze w austriackim Igls. Rozgrywane były cztery konkurencje: monobob kobiet, dwójki kobiet, dwójki mężczyzn i czwórki mężczyzn. Prowadzona była też klasyfikacja kombinacji, która łączy w sobie monobob i dwójki w przypadku kobiet oraz dwójki i czwórki w przypadku mężczyzn.

## Kalendarz Pucharu Europy
| Lp. | Data                        | Miejscowość  | Konkurencja                   | 1. miejsce                                                                       | 2. miejsce                                                                               | 3. miejsce                                                                     |
| --- | --------------------------- | ------------ | ----------------------------- | -------------------------------------------------------------------------------- | ---------------------------------------------------------------------------------------- | ------------------------------------------------------------------------------ |
| 1.  | 30 listopada–6 grudnia 2023 | Lillehammer  | Monobob kobiet (30.11.2023)   | Andreea Grecu                                                                    | Maureen Zimmer                                                                           | Katrin Beierl                                                                  |
| 1.  | 30 listopada–6 grudnia 2023 | Lillehammer  | Monobob kobiet (01.12.2023)   | Maureen Zimmer                                                                   | Andreea Grecu                                                                            | Patrícia Tajcnárová                                                            |
| 1.  | 30 listopada–6 grudnia 2023 | Lillehammer  | Monobob kobiet (02.12.2023)   | Inola Blatty                                                                     | Maureen Zimmer                                                                           | Kelly van Petegem                                                              |
| 1.  | 30 listopada–6 grudnia 2023 | Lillehammer  | Dwójki kobiet (03.12.2023)    | Austria Katrin Beierl · Anna Schenk                                              | Szwajcaria Debora Annen · Julie Maria Leuenberger                                        | Wielka Brytania Adele Nicoll · Kya Placide                                     |
| 1.  | 30 listopada–6 grudnia 2023 | Lillehammer  | Dwójki kobiet (05.12.2023)    | Austria Katrin Beierl · Isabela Indruchova                                       | Niemcy Maureen Zimmer · Lauryn Siebert                                                   | Szwajcaria Debora Annen · Julie Maria Leuenberger                              |
| 1.  | 30 listopada–6 grudnia 2023 | Lillehammer  | Dwójki kobiet (06.12.2023)    | Niemcy Maureen Zimmer · Cynthia Kwofie                                           | Austria Katrin Beierl · Nicola Pichler                                                   | Szwajcaria Inola Blatty · Michelle Gloor                                       |
| 1.  | 30 listopada–6 grudnia 2023 | Lillehammer  | Dwójki mężczyzn (30.11.2023)  | Szwajcaria Timo Rohner · Mathieu Hersperger                                      | Niemcy Hans Peter Hannighofer · Tim Geßenhardt · Niemcy Laurin Zern · Alexander Schaller | —                                                                              |
| 1.  | 30 listopada–6 grudnia 2023 | Lillehammer  | Dwójki mężczyzn (01.12.2023)  | Niemcy Alexander Czudaj · Jörn Wenzel                                            | Niemcy Hans Peter Hannighofer · Henrik Bosse                                             | Szwajcaria Timo Rohner · Dušan Novaković                                       |
| 1.  | 30 listopada–6 grudnia 2023 | Lillehammer  | Dwójki mężczyzn (02.12.2023)  | Niemcy Alexander Czudaj · Jörn Wenzel                                            | Szwajcaria Timo Rohner · Dušan Novaković                                                 | Niemcy Laurin Zern · Alexander Schaller                                        |
| 1.  | 30 listopada–6 grudnia 2023 | Lillehammer  | Czwórki mężczyzn (03.12.2023) | Niemcy Nico Semmler · Christian Ebert · Felix Dahms · Max Neumann                | Niemcy Alexander Czudaj · Hannes Schenk · Bruno Götzel · Nino Vogel                      | Rumunia Mihai Tentea · Constantin Dinescu · Mihai Păcioianu · George Iordache  |
| 1.  | 30 listopada–6 grudnia 2023 | Lillehammer  | Czwórki mężczyzn (05.12.2023) | Niemcy Hans Peter Hannighofer · Marcel Kornhardt · Henrik Bosse · Tim Geßenhardt | Niemcy Alexander Czudaj · Hannes Schenk · Jörn Wenzel · Nino Vogel                       | Niemcy Laurin Zern · Marvin Paul · Henrik Proske · Alexander Schaller          |
| 1.  | 30 listopada–6 grudnia 2023 | Lillehammer  | Czwórki mężczyzn (06.12.2023) | Niemcy Hans Peter Hannighofer · Marcel Kornhardt · Henrik Bosse · Tim Geßenhardt | Niemcy Nico Semmler · Colin Sauerbrei · Felix Dahms · Max Neumann                        | Szwajcaria Timo Rohner · Julien Matthys · Dušan Novaković · Mathieu Hersperger |
| 2.  | 16–17 grudnia 2023          | Sigulda      | Monobob kobiet (16.12.2023)   | Diana Filipszki                                                                  | Kelly van Petegem                                                                        | Sarah Blizzard                                                                 |
| 2.  | 16–17 grudnia 2023          | Sigulda      | Dwójki kobiet (17.12.2023)    | Belgia Kelly van Petegem · Jïenity de Kler                                       | Niemcy Diana Filipszki · Marijana Herrmann                                               | Niemcy Charlotte Candrix · Lena Brunnhübner                                    |
| 2.  | 16–17 grudnia 2023          | Sigulda      | Dwójki mężczyzn (16.12.2023)  | Niemcy Laurin Zern · Alexander Schaller                                          | Niemcy Alexander Czudaj · Jörn Wenzel                                                    | Niemcy Nico Semmler · Max Neumann                                              |
| 2.  | 16–17 grudnia 2023          | Sigulda      | Dwójki mężczyzn (17.12.2023)  | Niemcy Alexander Czudaj · Jörn Wenzel                                            | Niemcy Hans Peter Hannighofer · Marcel Kornhardt                                         | Niemcy Nico Semmler · Felix Dahms                                              |
| 3.  | 5–9 stycznia 2024           | Altenberg    | Monobob kobiet (05.01.2024)   | Maureen Zimmer                                                                   | Charlotte Candrix                                                                        | Kelly van Petegem                                                              |
| 3.  | 5–9 stycznia 2024           | Altenberg    | Monobob kobiet (06.01.2024)   | Kelly van Petegem                                                                | Maureen Zimmer                                                                           | Viktória Čerňanská                                                             |
| 3.  | 5–9 stycznia 2024           | Altenberg    | Dwójki kobiet (09.01.2024)    | Niemcy Diana Filipszki · Lena Brunnhübner                                        | Włochy Giada Andreutti · Tania Vicenzino                                                 | Australia Sarah Blizzard · Lauren Boden                                        |
| 3.  | 5–9 stycznia 2024           | Altenberg    | Dwójki mężczyzn (05.01.2024)  | Niemcy Hans Peter Hannighofer · Tim Becker                                       | Niemcy Maximilian Illmann · Costa Laurenz                                                | Niemcy Alexander Czudaj · Jörn Wenzel                                          |
| 3.  | 5–9 stycznia 2024           | Altenberg    | Czwórki mężczyzn (08.01.2024) | Niemcy Hans Peter Hannighofer · Marcel Kornhardt · Henrik Bosse · Tim Geßenhardt | Niemcy Maximilian Illmann · Hannes Schenk · Eric Strauß · Costa Laurenz                  | Niemcy Alexander Czudaj · Adrian Lüdtke · Jörn Wenzel · Nino Vogel             |
| 3.  | 5–9 stycznia 2024           | Altenberg    | Czwórki mężczyzn (09.01.2024) | Niemcy Hans Peter Hannighofer · Theo Hempel · Erik Leypold · Tim Becker          | Niemcy Maximilian Illmann · Henrik Proske · Felix Dahms · Paul Walschburger              | Rumunia Mihai Tentea · Constantin Dinescu · Mihai Păcioianu · George Iordache  |
| 4.  | 18–19 stycznia 2024         | Sankt Moritz | Monobob kobiet (18.01.2024)   | Debora Annen                                                                     | Adele Nicoll                                                                             | Charlotte Candrix                                                              |
| 4.  | 18–19 stycznia 2024         | Sankt Moritz | Dwójki kobiet (19.01.2024)    | Wielka Brytania Adele Nicoll · Kya Placide                                       | Belgia Kelly van Petegem · Jïenity de Kler                                               | Polska Linda Weiszewski · Marika Zandecka                                      |
| 4.  | 18–19 stycznia 2024         | Sankt Moritz | Dwójki mężczyzn (18.01.2024)  | Niemcy Maximilian Illmann · Henrik Proske                                        | Niemcy Hans Peter Hannighofer · Tim Becker                                               | Niemcy Laurin Zern · Alexander Schaller                                        |
| 4.  | 18–19 stycznia 2024         | Sankt Moritz | Czwórki mężczyzn (19.01.2024) | Szwajcaria Timo Rohner · Julien Matthys · Dušan Novaković · Mathieu Hersperger   | Niemcy Maximilian Illmann · Henrik Proske · Felix Dahms · Paul Walschburger              | Niemcy Laurin Zern · Marvin Paul · Bruno Götzel · Marvin Orthmann              |
| 5.  | 1–3 lutego 2024             | Igls         | Monobob kobiet (01.02.2024)   | Sylvia Hoffman                                                                   | Kristen Bujnowski                                                                        | Debora Annen                                                                   |
| 5.  | 1–3 lutego 2024             | Igls         | Dwójki kobiet (02.02.2024)    | Niemcy Diana Filipszki · Cynthia Kwofie                                          | Niemcy Charlotte Candrix · Lena Brunnhübner                                              | Szwajcaria Debora Annen · Julie Maria Leuenberger                              |
| 5.  | 1–3 lutego 2024             | Igls         | Dwójki kobiet (03.02.2024)    | Niemcy Charlotte Candrix · Cynthia Kwofie                                        | Niemcy Diana Filipszki · Carolin Kupsch                                                  | Szwajcaria Debora Annen · Julie Maria Leuenberger                              |
| 5.  | 1–3 lutego 2024             | Igls         | Dwójki mężczyzn (01.02.2024)  | Niemcy Maximilian Illmann · Costa Laurenz                                        | Niemcy Hans Peter Hannighofer · Erik Leypold · Niemcy Nico Semmler · Felix Dahms         | —                                                                              |
| 5.  | 1–3 lutego 2024             | Igls         | Czwórki mężczyzn (02.02.2024) | Niemcy Hans Peter Hannighofer · Marcel Kornhardt · Henrik Bosse · Tim Geßenhardt | Niemcy Nico Semmler · Christian Ebert · Felix Dahms · Max Neumann                        | Szwajcaria Timo Rohner · Julien Matthys · Dušan Novaković · Mathieu Hersperger |
| 5.  | 1–3 lutego 2024             | Igls         | Czwórki mężczyzn (03.02.2024) | Niemcy Hans Peter Hannighofer · Marcel Kornhardt · Henrik Bosse · Tim Geßenhardt | Niemcy Maximilian Illmann · Henrik Proske · Hannes Schenk · Philipp Wobeto               | Szwajcaria Timo Rohner · Julien Matthys · Dušan Novaković · Mathieu Hersperger |

## Klasyfikacje

### Monobob kobiet
| Miejsce | Pilotka             | LIL | LIL | LIL | SIG | ALT | ALT | STM | IGL | Punkty |
| ------- | ------------------- | --- | --- | --- | --- | --- | --- | --- | --- | ------ |
| 1.      | Kelly van Petegem   | 8   | 5   | 3   | 2   | 3   | 1   | 7   | 9   | 766    |
| 2.      | Debora Annen        | 7   | 7   | 4   | 6   | 6   | 5   | 1   | 3   | 754    |
| 3.      | Charlotte Candrix   | 14  | 10  | 6   | 7   | 2   | 4   | 3   | 5   | 700    |
| 4.      | Patrícia Tajcnárová | 6   | 3   | 5   | 4   | 11  | 11  | 18  | 4   | 650    |
| 5.      | Sarah Blizzard      | 12  | 9   | 9   | 3   | 8   | 10  | 11  | 5   | 630    |
| 6.      | Maureen Zimmer      | 2   | 1   | 2   | DNS | 1   | 2   | —   | —   | 570    |
| 7.      | Diana Filipszki     | 11  | 11  | 11  | 1   | 7   | 8   | DNS | 8   | 568    |
| 8.      | Georgeta Popescu    | 13  | 12  | 10  | 5   | 10  | 9   | 9   | —   | 512    |
| 9.      | Simidele Adeagbo    | —   | —   | —   | 8   | 5   | 6   | 8   | 10  | 412    |
| 10.     | Loren Djolo         | 10  | 8   | 8   | 10  | —   | —   | 17  | 14  | 404    |
|         |                     |     |     |     |     |     |     |     |     |        |
| 19.     | Linda Weiszewski    | 8   | —   | —   | —   | —   | —   | 5   | —   | 172    |
| 21.     | Julia Słupecka      | 18  | 16  | 14  | —   | —   | —   | —   | —   | 144    |

### Dwójki kobiet
| Miejsce | Pilotka           | LIL | LIL | LIL | SIG | ALT | STM | IGL | IGL | Punkty |
| ------- | ----------------- | --- | --- | --- | --- | --- | --- | --- | --- | ------ |
| 1.      | Diana Filipszki   | 11  | 10  | 9   | 2   | 1   | 5   | 1   | 2   | 768    |
| 2.      | Kelly van Petegem | 5   | 7   | 4   | 1   | —   | 2   | 7   | 7   | 670    |
| 3.      | Debora Annen      | 2   | 3   | 5   | —   | 4   | DSQ | 3   | 3   | 604    |
| 4.      | Charlotte Candrix | 6   | 6   | 8   | 3   | DNS | DNS | 2   | 1   | 588    |
| 5.      | Nikki McSweeney   | 9   | 9   | 10  | —   | —   | 4   | 9   | 5   | 488    |
| 6.      | Loren Djolo       | 13  | 11  | 14  | 4   | —   | 12  | 11  | 13  | 472    |
| 7.      | Sarah Blizzard    | 16  | 14  | 13  | —   | 3   | 11  | 12  | 14  | 454    |
| 8.      | Adele Nicoll      | 3   | 5   | 6   | —   | —   | 1   | —   | —   | 402    |
| 9.      | Georgeta Popescu  | 12  | 8   | 7   | 7   | —   | 7   | —   | —   | 396    |
| 10.     | Lea Haslwanter    | 15  | 12  | 12  | —   | —   | 10  | 8   | 12  | 396    |
|         |                   |     |     |     |     |     |     |     |     |        |
| 19.     | Julia Słupecka    | 13  | 13  | 11  | —   | —   | —   | —   | —   | 188    |
| 25.     | Linda Weiszewski  | —   | —   | —   | —   | —   | 3   | —   | —   | 102    |

### Kombinacja kobiet
| Miejsce | Pilotka             | Punkty |
| ------- | ------------------- | ------ |
| 1.      | Kelly van Petegem   | 1436   |
| 2.      | Debora Annen        | 1358   |
| 3.      | Diana Filipszki     | 1336   |
| 4.      | Charlotte Candrix   | 1288   |
| 5.      | Sarah Blizzard      | 1084   |
| 6.      | Georgeta Popescu    | 908    |
| 7.      | Loren Djolo         | 876    |
| 8.      | Maureen Zimmer      | 800    |
| 9.      | Patrícia Tajcnárová | 794    |
| 10.     | Adele Nicoll        | 788    |
|         |                     |        |
| 21.     | Julia Słupecka      | 332    |
| 24.     | Linda Weiszewski    | 274    |

### Dwójki mężczyzn
| Miejsce | Pilot                  | LIL | LIL | LIL | SIG | SIG | ALT | STM | IGL | Punkty |
| ------- | ---------------------- | --- | --- | --- | --- | --- | --- | --- | --- | ------ |
| 1.      | Hans Peter Hannighofer | 2   | 2   | 4   | 4   | 2   | 1   | 2   | 2   | 862    |
| 2.      | Alexander Czudaj       | 5   | 1   | 1   | 2   | 1   | 3   | 5   | 6   | 844    |
| 3.      | Timo Rohner            | 1   | 3   | 2   | 5   | 5   | 4   | 4   | 4   | 804    |
| 4.      | Laurin Zern            | 2   | 4   | 3   | 1   | 4   | 6   | 3   | —   | 714    |
| 5.      | John Stanbridge        | 6   | 9   | 6   | 6   | 6   | DNF | 8   | 10  | 580    |
| 6.      | Nico Semmler           | 4   | 5   | —   | 3   | 3   | —   | —   | 2   | 502    |
| 7.      | Dave Wesselink         | 15  | 11  | 7   | 9   | 8   | —   | 19  | 8   | 477    |
| 8.      | Alex Verginer          | 10  | 10  | 9   | 10  | 11  | 7   | 24  | —   | 466    |
| 9.      | Andrei Turea           | 21  | 20  | 12  | 7   | 9   | 9   | 22  | 27  | 409    |
| 10.     | Jakob Mandlbauer       | 8   | 8   | —   | —   | —   | 8   | 14  | 5   | 388    |
|         |                        |     |     |     |     |     |     |     |     |        |
| 23.     | Aleksy Boroń           | 18  | 18  | 11  | —   | —   | —   | DSQ | —   | 148    |
| 29.     | Bartosz Sienkiewicz    | 23  | 24  | 18  | —   | —   | —   | 28  | —   | 101    |
| 39.     | Radosław Sobczyk       | 20  | —   | —   | —   | —   | —   | DNS | —   | 34     |

### Czwórki mężczyzn
| Miejsce | Pilot                  | LIL | LIL | LIL | ALT | ALT | STM | IGL | IGL | Punkty |
| ------- | ---------------------- | --- | --- | --- | --- | --- | --- | --- | --- | ------ |
| 1.      | Hans Peter Hannighofer | 4   | 1   | 1   | 1   | 1   | DNS | 1   | 1   | 816    |
| 2.      | Timo Rohner            | 5   | 5   | 3   | 5   | 5   | 1   | 3   | 3   | 794    |
| 3.      | Jakob Mandlbauer       | 5   | 6   | 7   | 7   | 7   | 7   | 6   | 7   | 688    |
| 4.      | Alexander Czudaj       | 2   | 2   | 5   | 3   | 4   | 4   | —   | 8   | 686    |
| 5.      | Laurin Zern            | 8   | 3   | 4   | 6   | 6   | 3   | 4   | —   | 652    |
| 6.      | Nico Semmler           | 1   | 4   | 2   | —   | —   | —   | 2   | 4   | 532    |
| 7.      | Maximilian Illmann     | —   | —   | —   | 2   | 2   | 2   | 5   | 2   | 532    |
| 8.      | Dave Wesselink         | 7   | 8   | 6   | —   | —   | 5   | 8   | 5   | 516    |
| 9.      | Markus Kaiser          | 9   | 7   | 8   | —   | —   | 12  | 17  | 12  | 412    |
| 10.     | John Stanbridge        | 13  | 11  | 10  | —   | —   | 9   | 18  | 16  | 364    |
|         |                        |     |     |     |     |     |     |     |     |        |
| 22.     | Aleksy Boroń           | 15  | 13  | 13  | —   | —   | —   | —   | —   | 172    |
| 33.     | Radosław Sobczyk       | —   | —   | —   | —   | —   | DNS | —   | —   | 0      |

### Kombinacja mężczyzn
| Miejsce | Pilot                  | Punkty |
| ------- | ---------------------- | ------ |
| 1.      | Hans Peter Hannighofer | 1678   |
| 2.      | Timo Rohner            | 1598   |
| 3.      | Alexander Czudaj       | 1530   |
| 4.      | Laurin Zern            | 1366   |
| 5.      | Jakob Mandlbauer       | 1076   |
| 6.      | Nico Semmler           | 1034   |
| 7.      | Dave Wesselink         | 993    |
| 8.      | John Stanbridge        | 944    |
| 9.      | Maximilian Illmann     | 882    |
| 10.     | Alex Verginer          | 806    |
|         |                        |        |
| 21.     | Aleksy Boroń           | 320    |